# Josef Winterhalder
Josef Winterhalder (Vöhrenbach, 1743 – 1807) è stato un pittore danubiano tedesco, attivo soprattutto in Moravia e Ungheria.

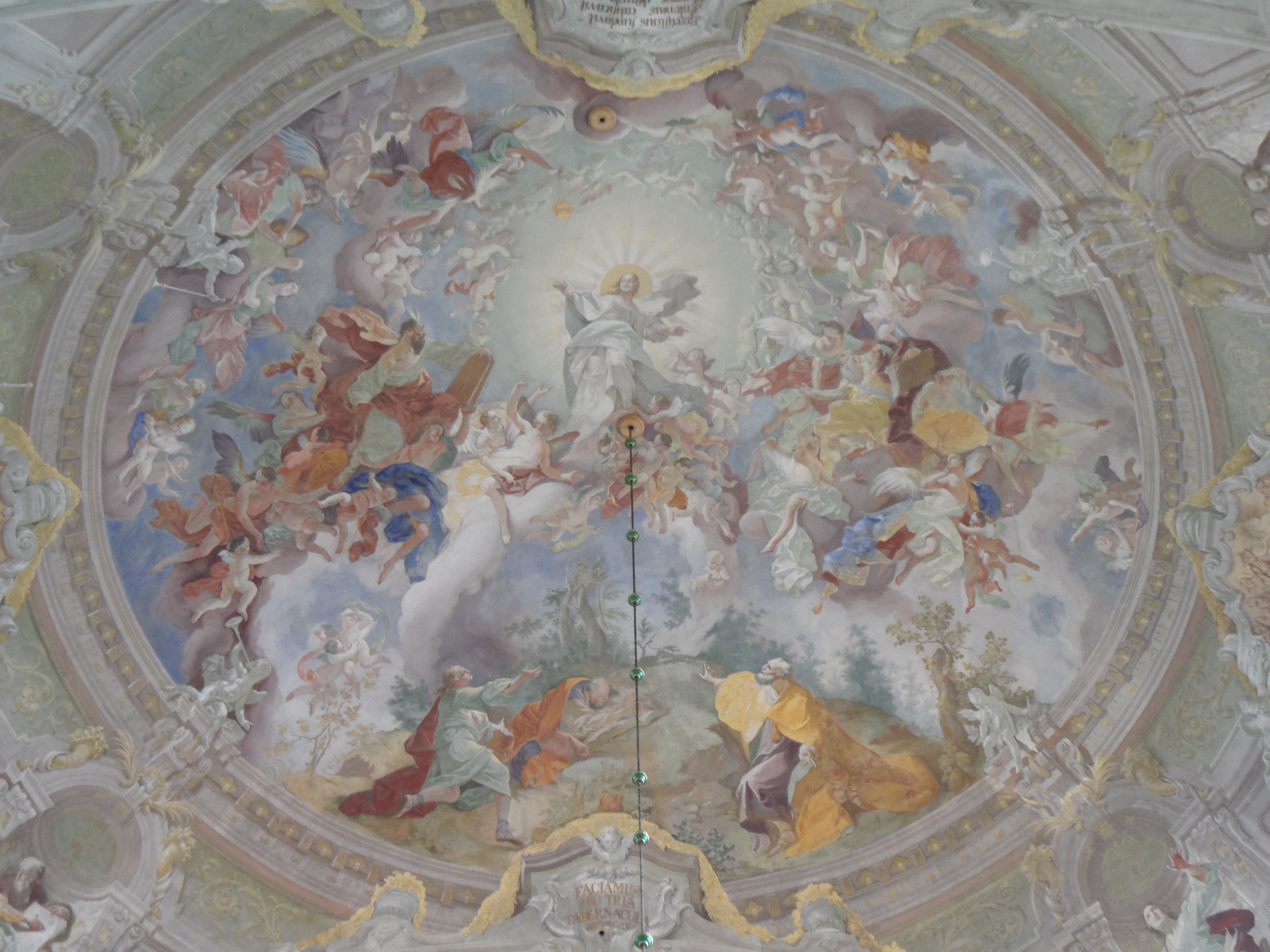
Affresco della Trasfigurazione sul monte Tabor chiesa di S. Pietro e S. Paolo, Rajhrad (1776) - Josef Winterhalder.

Josef Winterhalder era nato nel 1743 nella cittadina del Baden-Württemberg di nome Vöhrenbach. Ben presto fu allievo nella bottega di Maulbertsch, operando soprattutto in Moravia e Ungheria. Nella cattedrale della città ungherese di Szombathely realizzò - su incarico del locale vescovo János Szily - la decorazione del presbiterio, del transetto (con le quattro grisaille), del soffitto e delle pareti della cappella della Vergine. Morì nel 1807.